# هاسه‌گاوا تسویوشی
هاسه‌گاوا تسویوشی (به ژاپنی: 長谷川 毅, Hasegawa Tsuyoshi); ۲۳ فوریهٔ ۱۹۴۱ – ) استاد، تاریخ‌نگار، مؤلف اهل ژاپن بود.